# Roger Borsa
Roger Borsa (født 1060/1, død 22. februar 1111) var søn af Robert Guiscard, den normanniske kriger, der havde erobret store dele af Syditalien og Sicilien, og efterfulgte ham som hertug af Apulien, Calabrien og Sicilien. Hans mor var Sichelgaita, en imponerende kvindelig kriger af lombardisk fyrsteslægt. Roger havde ikke de samme evner som sin far, og i store dele af hans regeringstid herskede der anarki i hans besiddelser på grund af stridigheder med hans normanniske lensmænd. Hans ambitiøse mor sørgede for, at han allerede i 1073, da faderen var syg, blev udpeget som tronfølger i stedet for Robert Guiscards søn af første ægteskab, Bohemund. John Julius Norwich skriver om ham:
| Citat | ...Roger—med tilnavnet Borsa, pungen, på grund af sin tidligt erhvervede uvane med at tælle og gentælle sin penge. Han var en svag og tøvende trettenårig, der virkede som om en barndom tilbragt med Robert og Sichelgaita havde været for meget for ham. | Citat |
|       | |       |

Rogers fætter Abelard af Hauteville var den eneste normanniske baron, der protesterede mod udpegelsen af Roger i 1073, idet han anså sig selv som den rette arving til hertugdømmet. Robert Guiscard kom imidlertid over sygdommen og regerede i yderligere 12 år. Roger deltog i faderens felttog i Grækenland i 1084-85, og han var til stede, da Robert Guiscard døde 17. juli 1085 i Kefallonia. Det var planen, at Bohemund skulle arve de græske besiddelser, og Roger de italienske, men da deres far døde, var Bohemund i Italien (Salerno), og Roger var i Grækenland.

## Hertug af Apulien, Calabrien og Sicilien
Selv om Roger i adskillige år havde været udpeget som tronfølger, var hans magtovertagelse ikke en given sag. Sammen med sin mor vendte han hurtigt tilbage til Syditalien, og det græske felttog blev opgivet. En del af de normanniske baroner samlede sig omkring Bohemund, der var anerkendt som en dygtig kriger og general. Valget af Roger blev imidlertid sikret af hans magtfulde onkel, grev Roger af Sicilien. Både for ham og for de andre normanniske adelsmænd har det sikkert spillet en rolle, at der var mere albuerum med en svag hertug, end med en mere viljefast mand som Bohemund. I september 1085 blev Roger Borsa kåret som hertug, og takket være sin mors lombardiske baggrund havde han også en del goodwill hos områdets lombardiske befolkning.
Bohemund deltog ikke i kåringen, men opsøgte den eneste fyrste i Syditalien, der var uafhængig af Apulien, Jordan 1. af Capua. Med støtte fra Jordan gjorde han oprør og erobrede byerne Oria, Otranto og Taranto. Roger Borsa forsøgte en offensiv mod ham, men blev slået, og for at få fred blev fyrstedømmet Taranto oprettet til Bohemund. I princippet var han vasal af Roger, men i praksis gjorde han, hvad der passede ham. Grev Roger af Sicilien havde sendt tropper til støtte for Roger Borsa, og som betaling fik han ophævet den aftale, der betød, at greven og hertugen skulle dele indtægterne fra deres erobringer i Calabrien. Fra den tid gik det hele til greven af Sicilien.
Roger Borsa gik meget op i Syditaliens økonomiske udvikling, og han tildelte rettigheder til flere byer og støttede udviklingen af bysamfundene. På den kirkelige front fik han i 1090 med hjælp fra pave Urban 2. overtalt stifteren af karteuserordenen, Bruno af Køln, til at komme til Calabrien for at blive ærkebiskop i Reggio di Calabria.

### Riget stabiliseres
De første ti år af Rogers regeringstid var præget af anarki, med jævnlige oprør og fejder med familiemedlemmer. Roger havde svært ved at klare sig militært, og måtte i flere tilfælde betale sig ud af problemerne ved at afgive landområder og rettigheder. Fra omkring 1096 lysnede det lidt. I 1095 havde pave Urban 2. opfordret hele kristendommen til at sende en hær til det hellige land på korstog, så de kristne pilgrimme igen kunne få adgang til Jerusalem. Bohemund var en af de riddere, der fulgte opfordringen, og det gav straks mere ro, da han forlod Syditalien i 1096.
Ved hertugdømmets grænse mod nordvest lå fyrstedømmet Capua. Officielt blev det regeret af Richard af Capua, søn af den fyrst Jordan, der have støttet Bohemund i 1085. Da Jordan døde i 1090 var Richard kun en dreng, og borgerne i Capua havde nægtet at anerkende ham, og havde i stedet valgt en fyrste fra det byens gamle lombardiske dynasti. Richard hørte til Drengot-slægten og Roger til Hauteville-slægten, men ægteskab slægterne imellem betød, at de to var grandfætre. Da Richard blev myndig i 1098, bad han Roger (og grev Roger af Sicilien) om hjælp, og i fællesskab belejrede de Capua samme år, og indtog den efter 40 dages belejring. Hjælpen var ikke gratis. Roger af Sicilien overtog Richards krav på hertugdømmet Napoli (selv om der gik mange år, før det blev erobret), og Roger Borsa blev anerkendt som Richards lensherre. Overhøjheden fik ingen praktisk betydning under en så svag regent som Borsa, men senere kom der stærkere mænd til ...
I den nordøstlige del af riget lå Gargano-halvøen med grevskabet Monte Sant'Angelo. Her regerede grev Henry i mange år, og udvidede grevskabet flere gange. Da han døde barnløs i 1102 gik magten videre til broderen William, som ikke anerkendte Roger Borsa som sin lensherre, men derimod den byzantinske kejser. Den fornærmelse kunne Roger trods alt ikke sidde overhørig, og efter et felttog mod William erobrede han grevskabet i 1104, nedlagde det og sendte William i landflygtighed.

### Familieliv
In 1092 blev Roger Borsa gift med Adele af Flandern. Som 16-årig var hun i 1080 blevet gift med den danske konge Knud den Hellige, men da han blev myrdet i 1086, flygtede hun hjem til Flandern sammen med deres lille søn. Adela, kendt i Danmark som Edel eller Edele, var således en 28-årig enke, da hun blev gift med Roger, og sammen fik de sønnen William. William var stadig kun en dreng, da han arvede riget ved Roger Borsas død i 1111, og Adela virkede som regent, til hun selv døde i 1115.
Rogers yngre brødre Guy og Robert døde i henholdsvis 1108 og 1110, og Bohemund døde også i 1111, så der var ingen direkte trusler mod Williams magtovertagelse.
Adela nåede ikke selv at opleve det, men begge hendes sønner blev faktisk regerende fyrster. Den ældste søn, Karl, blev i Flandern, hvor han var kendt som Karl den danske. Da hans fætter, greven af Flandern, Balduin 7., døde barnløs i 1119, blev Karl greve, og fik hurtigt tilnavnet den gode. Karl blev myrdet som sin far i 1127 og han blev senere saligkåret.

## Genealogi
```
Robert Guiscard (c.1025 – 1085)
, greve af Apulien og Calabrien (1057), 
     │                                         derpå hertug af Apulien, Calabrien og Sicilien (1059) 
     │                      o=o (1) 1051 Aubrée af Bourgogne
     │                      o=o (2) 1058 Sichelgaita af Salerno
     │ 
     ├─1> Emma af Hauteville (c.1052 – ), o=o Otto af Bonmarchis
     │    └──> 
Tancred, fyrste af Galilea
 (c.1072 – 1112)
     │  
     ├─1> 
Bohemund 1. af Antiokia (c.1055 – 1111)
, fyrste af Taranto (1085), fyrste af Antiokia (1098),
     │    o=o Costanza, datter af Filip 1. af Frankrig
     │    ├──> 
Bohemund 2.(1108 – 1131)
, fyrste af Antiokia og Taranto (1126), o=o Alice af Jerusalem
     │    │    └──> Costanza af Antiokia (1127 – 1163), o=o (1) Raimond af Poitiers
     │    │         │                        o=o (2) Rinaldo af Châtillon, fyste af Antiokia
     │    │         └─1> 
Bohemund 3. af Antiokia
 (1144 – 1201)                            
     │    └──> Elisa, o=o Ramon, hertug af Asturien
     │ 
     ├─2> Matilde af Hauteville eller Mafalda (c.1060 – 1112), o=o Ramon Berenguer 2. af Barcelona
     ├─2> 
Roger Borsa (c.1060 – 1111)
, hertug af Apulien, Calabrien og Sicilien (1085), o=o Adela af Flandern
     │    └──> 
William 2., hertug af Apulien (1095 – 1127)
, o=o 1114 Guadalgrima af Caiazzo
     │ 
     ├─2> 
Guy, hertug af Amalfi (1061 – 1108)

     ├─2> 
Robert af Hauteville
 kaldet 
Scalio
 (c.1065 – 1110)
     ├─2> Sibilla af Hauteville, o=o Eble 2. af Roucy
     ├─2> Mabilia af Hauteville, o=o William af Grandmesnil 
     ├─2> Heria af Hauteville, o=o Hugo 5. af Maine
     └─2> Olympia af Hauteville eller Elena, o=o Konstantin Ducas
```